# Самацай
Самаца̀й (на италиански и на сардински: Samatzai) е село и община в Южна Италия, провинция Южна Сардиния, автономен регион и остров Сардиния. Разположено е на 174 m надморска височина. Населението на общината е 1749 души (към 2010 г.).